# Robert Buser
Robert Buser (Aarau, 6 oktober 1857 - Genève, 29 maart 1931) was een Zwitserse botanicus.

## Leven en werk
Robert Buser studeerde in af aan de Universiteit van Zürich. Tussen 1884 en 1924 was hij conservator van het herbarium de Candolle in Genève.
In 1897 trouwde hij met Charlotte Henriette Adèle Testuz. Tegen het einde van zijn leven werd bij blind.
Het hoofdgebied van zijn onderzoek betrof het geslacht Vrouwenmantel, waaronder:
- Alchemilla mollis (Fraaie vrouwenmantel)
- Alchemilla filicaulis (Fijnstengelige vrouwenmantel)
- Alchemilla micans (Slanke vrouwenmantel)
- Alchemilla subcrenata (Geplooide vrouwenmantel)
- Alchemilla colorata
- Alchemilla obscura
- Alchemilla heteropoda

Hiernaast onderzocht hij de geslachten Potentilla L., Rosa L., Androsace L., Campanula L. en Salix L..
Het geslacht Buseria van de sterbladigenfamilie (Rubiaceae) is naar hem vernoemd.